# Ludmilla Jordanova
Ludmilla Jordanova (* 10. Oktober 1949) ist eine englische Professorin für Geschichte und Philosophie.

## Leben
Von 1958 bis 1968 besuchte Jordanova die Oxford High School für Mädchen, anschließend New Hall an der Universität Cambridge. Dort schloss sie 1971 mit dem Bachelor in Geschichte ab und wurde 1977 promoviert. Bis Ende 1979 war sie in Cambridge und Oxford in der Forschung tätig.
1980 wechselte sie an die University of Essex, wo sie Professorin wurde und bis 1993 blieb. Anschließend war sie drei Jahre lang Professorin für Kulturgeschichte an der University of York. Von 1996 bis 2002 war sie als Professorin für Kunstgeschichte an der University of East Anglia (UEA) tätig, von 1999 bis 2002 auch Dekanin der dortigen Schools of World Art Studies and Music.
Von 2003 bis 2005 war sie Direktorin des Centre for Research in the Arts, Social Sciences and Humanities (CRASSH) in Cambridge und ab Januar 2006 Professorin für Moderne Geschichte am King’s College London. Seit September 2013 ist sie Professorin an der Durham University.

## Mitgliedschaften
- Präsidentin der British Society for the History of Science (1998–2000) sowie Vizepräsidentin (1997-98 und 2000-01)
- Präsidentin der History of Science Section, British Association for the Advancement of Science (2006) sowie Vizepräsidentin (2007)
- Trustee der National Portrait Gallery (2001-09)
- Trustee der Science Museum Group (seit 2011)

Jordanova schreibt für folgende Zeitschriften: The British Journal for the History of Science, History of the Human Sciences und das Historical Journal.

## Schriften
Jordanova hat mehrere Bücher sowie eine Vielzahl an Fachartikeln geschrieben. Hier eine Auswahl ihrer Bücher:
- Defining Features. Scientific and Medical Portraits, 1660–2000. Reaktion Books u. a., London 2000, ISBN 1-86189-059-1.
- History in Practice. Arnold, London u. a. 2000, ISBN 0-340-66331-6 (2nd edition. Hodder Arnold, London 2006, ISBN 0-340-81434-9).
- Nature Displayed. Gender, Science and Medicine 1760–1820. Essays. Longman, London u. a. 1999, ISBN 0-582-30189-0.
- Sexual Visions. Images of Gender in Science and Medicine between the Eighteenth and Twentieth Centuries. University of Wisconsin Press, Madison WI 1989, ISBN 0-299-12290-5.
- Lamarck. Oxford University Press, Oxford u. a. 1984, ISBN 0-19-287588-4.